# こんねこ
『こんねこ She continues loving him over and over again.』は、2004年10月29日にま〜まれぇどから発売されたアダルトゲーム。ま〜まれぇどの処女作になる。その後、2005年10月27日にイエティからPS2版が発売され、2011年12月8日にはサイバーフロントからPS2版をもとに移植したPSP版が発売された。

## ゲームシステム
プロローグ（一度でもエンディングを見ているならスキップ可能）→学園生活→個別ルートまたはバッドエンドという形で展開され、学園生活途中で5回表示されるマップセレクトで意中のヒロインのいるところを最低3回選べば学園生活終了時に個別ルートに入れるのでギャルゲー・エロゲー初心者でも簡単にクリアすることができる。ただしPS2版では一部個別ルートのみ、その他に特定の条件を満たさないと個別ルートに入れないようになっていたり、特定の個別ルートから派生しているものも存在する。また、PC版にはおまけシナリオが4つ用意されており特定の条件を満たすと見ることができるようになる。特定の個別ルートの真相がおまけシナリオで語られていることが問題になったが、PS2版ではそれを本編に統合することで改善しており、おまけシナリオの立原ルートも本編に統合された。

## PS2版での主な変更点
- レーティングの変更によるアダルトシーンの削除や一部CGの修整
- PC版でのサブキャラの攻略キャラへの昇格と、それに伴うシナリオの追加・修整
- 新規CGの追加
- オープニングのテーマ曲とムービーの変更

これらの変更部分に対してま〜まれぇどのスタッフは監修を行ったのみで、実際の制作にはほとんど関わっていない。
なお、PS2初回限定版には購入特典として「訪花のメモ帳DX」が同梱された。

## ストーリー
片瀬有羽は幼い頃に両親を亡くして従姉の川原瑞葉に引き取られ、彼女の妹・訪花とともに暮らしていた。ある日、有羽は2年間入院していた訪花と再会するが、彼女はリセットが原因で記憶喪失になっており、何も憶えていなかった。訪花の復学と同時に、有羽の周りには次々と魅力的な女の子が現れる。しかも、女の子たちは有羽と何かしら縁があるようで、彼女たちと交流を深めていくことにより、有羽は忘れかけていた思い出を思い出していく。

## 登場人物
片瀬 有羽（かたせ ゆう）
声優：なし
主人公。出水城学園の学生であり、クラス副委員長と保険委員を兼任している。幼少時代に両親を交通事故で亡くし、施設に預けられた経験がある。その後、川原姉妹に引き取られ、以後河原家で生活する。
仲のいい女の子に意地悪したりするが、基本的には優しくお人よし。趣味は家事であり、川原家の家事全般を任されている。そのため生活費にもこだわり、スーパーの特売ではいつも以上に活き活きしている。だが、家事を趣味にしているため、学園での部活動には入っていない。成績は赤点ギリギリであり、勉強も真奈に頼っている。普段はブラックサイバリアン号というママチャリに乗っているが、訪花に来た時に壊れてしまったため、使用していない。女顔で童顔である事を密かに気にしている。
かつて、文化祭の時にコスプレメイド喫茶で自分が作った焼きそばが影のMVPとして活躍し、その料理の腕前から料理研究会会長から部活の勧誘を受けている。また、彼は気づいていないが、異性からそこそこ人気がある。
川原 訪花（かわはら とうか）
声優：成瀬未亜
誕生日：3月3日（うお座）。血液型：O型。身長：152 cm。3サイズ：75/55/83。
有羽の従妹であり幼馴染。幼い頃に「リセット」と言う何の前触れもなく突然記憶を無くしてしまう病気にかかっている。冒頭では一年半ぶりに隣の県の大学病院から退院し、有羽と同じクラスに復学する。両親もおらず、有羽と姉の瑞葉と共に生活している。
マイペースであり天然であるが明るく純粋で芯が強く誰とでも仲良くなることが出来る性格。リセットによって記憶を失っているが、きっかけがあれば芋づる形式で思い出すため、いつも「TOUKA'S MEMO」というメモ帳を持ち歩き大事な事をメモに書き残している。そのため、有羽も忘れている事まで覚えていることが多い。有羽がいないときは瑞葉の代わりに家事を行ったりもできる。寝起きが悪く、有羽や瑞葉に起こされるまではなかなか起きない。学園では保険委員を務めている。
「 - なのです。」、「ふみぃ」、「ガーンです！」、「ガガーンです！」が口癖。また、変な言葉使いをして瑞葉に怒られる場面もある。
南野 七海（みなみの ななみ）
声優：北都南
誕生日：7月7日（かに座）。血液型：AB型。身長：151 cm。3サイズ：78/52/80。
有羽の隣の家に突然引っ越してきた女の子。日本人とアメリカ人のハーフで外食王ジョージ・ディラードの娘。有羽よりも一歳年下で有羽とは別の聖美鶴女子学園に通っている。有羽ことを知っておりお兄ちゃんと呼び慕うが、有羽は彼女の事を何故か覚えていない。
有羽の前では甘えてくるが、有羽以外の人間にはあまり関心がなく、逆に有羽に近づく女性に敵意をむき出しにする。それでも、誰とでも仲良くなれる訪花とは意外に仲がよく、瑞葉にも攻撃受けたりからかわれたりして可愛がられている。前述の通り別の学園に通っているが、学校を抜け出して有羽の通う学園に潜入する事も多々ある。学校の成績も良いが、外国に長くいたせいか古文と現代文が苦手。実家は大金持ちで、メイドや執事らとともに引っ越して来て、身の回りの世話は全部任せている。なお、食事だけは有羽の家で食べており、朝食も彼の家で食べた後に学園に登校している。
「きゅ〜ん」が口癖。
桜井 真奈（さくらい まな）
声優：韮井叶
誕生日：10月18日（てんびん座）。血液型：A型。身長：164 cm。3サイズ：88/56/85。
有羽と訪花のクラスメイトであり友人。有羽のクラスのクラス委員長も務めている。訪花のリセットについて知っている数少ない人物の一人でもあり、記憶を失った訪花を色々サポートする。有羽とは中学時代からの腐れ縁で付き合いも長いが、それ以前に面識があるらしい。担任の一音から「マナマナ」と言う呼び名で呼ばれることがある。
クールで男みたいな喋り口調が特徴で、かなり強情で合理主義だが友達思い。時々常識から逸脱した言動や行動をとっては周囲を混乱に陥れることも多い。博識で学校の成績も試験で満点を取り続けていたり、時には教師のミスを指摘したりなど非常に優秀。勉強面で完璧だが、カラオケのことを知らなかったりと世間知らずな一面もある。頭の固いこの学園に改革をもたらしたいと言う理由から、昨年度の文化祭でコスプレメイド巫女喫茶を発案した張本人。今回の3年生を送る会でも新たなることをやりたいと考えている。
悠木 菜子（ゆうき なこ）
声優：榎本みなも
誕生日：5月28日（ふたご座）。血液型：O型。身長：158 cm。3サイズ：83/56/85。
有羽達と同じ出水城学園の同級生。有羽からは「キナコ」というあだ名で呼ばれる。訪花のドジがきっかけで有羽は知り合うことになるが、彼女自身は有羽のことを一方的に知っておりそのような素振りを時折見せるが彼女は否定している。
訪花などには優しいが、有羽に対しては攻撃的。意地っ張りで嫉妬深く怒ったり驚いたりするとピコハンを取り出し叩いてくる。一度集中しすぎると周りが見えなくなり状況把握が遅れることも多い。両親を幼い頃に亡くしており、奨学金とガラス細工のバイトで自活している。そのため、普段から貧乏で、特売などに目がなかったり、貧乏メニューを好んだりしている。バイトで行っているガラス細工は趣味もかねており、ガラス細工の販売以外にも自分で作品の製作も行っている。
学園では放送部に所属しており、トークが暴走しやすく親友の実樹に止められる事がしばしば。文化祭の放送の時も暴言を吐きまくった事で、真奈からはこの学園を変えることができると期待されている。
「へあっ？」が口癖で、有羽に対しては「特盛バカ」と言う事が多い。
川原 瑞葉（かわはら みずは）
声優：大波こなみ
誕生日：8月27日（おとめ座）。血液型：B型。身長：168 cm。3サイズ：93/59/95。
有羽の従姉であり、訪花の実姉。2人の保護者であり、特に両親を失った有羽の唯一の引き取り手だったため頭が上がらない存在でもある。
性格は豪快で大らかな人物。有羽や訪花に対して過保護だが少々手荒い。タバコを吸っていて、パチンコや競馬が趣味。家にいるときはダラダラして、家事をしても失敗することが多く基本は何もしていない。ただし、基本的には何でもできるので、しっかりと家事を学べばこなす事ができる。有羽達の通う出水城学園で日本史の教師をしており、その時は端麗な容姿とまじめな人柄で生徒から人気を集めている。必殺技は48のバリエーションを持つデコピンで、有羽を始め、訪花や七海もその必殺技の餌食になっている。
出水城学園のOGであり学生会長をやっていたが、その裏では大きなチームを作っていたこともある。鬼の三薔薇姉妹「紅サソリの瑞葉」の異名で呼ばれており、三人で町のチームを全部潰したと言う逸話を持っている。そのため、彼女の事を知っているチンピラからは今でも恐れられている。また、同じチームに所属していた人間には地位が高くなった人間も多く、その縁から様々な伝手を持っている。
桐原 実樹（きりはら みき）
声優：須本彩奈
誕生日：9月2日（おとめ座）。血液型：A型。身長：156 cm。3サイズ：80/54/83。
菜子のクラスメイトであり親友。外交的で馴れ馴れしい性格であり、有羽ともすぐに仲良くなる。菜子と同じく放送部員であり、時折暴走する菜子のトークをなだめたりツッコミを入れたりしている。寝起きの悪い菜子と遅刻ギリギリで一緒に登校したりと面倒見がいい。
彼女の姉は瑞葉が作ったチームのメンバー。鬼の三薔薇姉妹「黄魔道のお涼」と呼ばれており、鬼の三薔薇姉妹で一番年下だったが恐れられていたらしい。なお、姉の関係で瑞葉とも顔なじみである。
立原 一音（たちはら かずね）
声優：須本彩奈
誕生日：1月21日（みずがめ座）。血液型：O型。身長：160 cm。3サイズ：90/59/87。
有羽たちのクラスの担任教師。瑞葉の学生時代の後輩。担当は化学で、常に白衣を着ている。まだ教師になったばかりで生徒気分が抜けきれておらず、生徒によく舐められている。だが、生徒一人ひとりのことを調べたりと、陰ながら努力を行っている。
間延びした喋りに性格が適当な人物。実家は神社で本来は家業を継ぐことになっていたが、教育問題の方を優先し教師になり、実家は姉が継いでいる。コスプレ好きなのか、実家の巫女服以外にもサンタの衣装など色々持っている。童話研究会という部活を設立しようと考えており、実現のために有羽達を巻き込むこともあり、時に買収も行う。有羽に気があるのか、有羽に恋人ができると嘆く場面もある。
性格から考えられないが、かつて瑞葉が作ったチームのメンバーの一員。鬼の三薔薇姉妹「蒼百合の一音」と呼ばれており、斬り込み隊長を務めていた過去がある。そのため、瑞葉と二人で話す時に｢姉さん｣と呼んでいる場面もある。
マル
コンビニ近くに住んでいる白い子猫。尻尾が丸いところから有羽に名づけられた。よく転んだりするが、意外に運動神経はいい。

## 主題歌
（PC版）
オープニングテーマ・挿入歌「笑顔を追いかけて」
作詞：瀬尾じゅん / 作曲：浅野彰 / 編曲：神正典 / 歌：榊原ゆい
エンディングテーマ「恋するとけい」
作詞：林ゆみこ / 作曲：浅野彰 / 編曲：神正典 / 歌：榊原ゆい
（PS2版）
オープニングテーマ「Strawberry jump shoot!」
作詞・作曲：志倉千代丸 / 編曲：TARAWO / 歌：村田あゆみ

## スタッフ
- キャラクターデザイン・原画・PS2版の新規CG監修：みけおう
- 原画：綺羅真 (PS2)
- シナリオ：瀬尾じゅん、鈴木慎次郎、日暮清治 (PS2)
- 音楽：浅野彰
- オープニングムービー：神月社
- プログラム：Leshade Entis (PC)、山田晃久 (PS2)
- グラフィック：ばんろっほ、武内よしみ、龍虎☆一番
- プロデューサー：佐倉

## 関連商品
- こんねこ お〜でぃおこれくしょん（VGCD-0003）2,940円

5pb./Five Recordsより2005年9月22日発売。CD2枚組でPC版PS2版双方のOPテーマやそれらのカラオケバージョンを含む全BGMを完全収録。
- こんねこ 南野七海フィギュア

トイズ・プランニングより発売。1/8スケールPVC塗装済み完成品。PC版封入「ひみつのおまけ本」P5掲載の七海を立体化。